# HyperMemory
HyperMemory技術是ATi發明，設計目標与NVIDIA TurboCache相同。

## 支援顯示卡
- Radeon X300 SE HM

有趣的是，某些顯卡廠商將HyperMemory應用在較高端的ATi顯卡中，所以有理由相信是顯卡BIOS負責HyperMemory的開關。理論上只要修改BIOS，所有Radeon X Series和Radeon X1 Series的顯卡都能启动HyperMemory。

## 記憶體定義
只支援64Bit記憶體頻寬，与nVidia不同
- 當顯示卡上有32MB記憶體，最高可使用128MB記憶體。
- 當顯示卡上有128MB記憶體，最高可使用256MB記憶體。